# Ahmad ibn Abi Jaakúb al-Jaakúbi
Abu l-Abbász Ahmad ibn Abi Jaakúb al-Jaakúbi (arab betűkkel أبو العباس أحمد بن أبي يعقوب اليعقوبي –  Abū l-ʿAbbās Aḥmad ibn Abī Yaʿqūb al-Yaʿqūbī; Bagdad? – Egyiptom, 905 után) középkori arab hivatalnok, utazó, földrajzi és történetíró.

## Élete
Az Abbászidák kliense (maula) volt. Bagdadban írnokká képezte magát, majd fiatalon Örményországban, később Horászánban szolgált hivatalnokként. A Táhiridák 873-as bukását követően hosszú utazásokra indult: járt Indiában, majd Észak-Afrikát is bejárta. Élete végén Egyiptomban települt le, itt is halt meg a 10. század elején. Írásai alapján síita szimpatizáns lehetett, de pontos nézetei nem rekonstruálhatóak.

## Munkássága
Földrajzi tárgyú műve a 891-ben, Egyiptomban befejezett „Az Országok könyve” (Kitáb al-buldán) az iszlám világ mellett a törökök és núbiaiak területeit írja le, a Bizáncra, Kínára és Indiára vonatkozó részei nem maradtak fenn. Bagdadból kiindulva előbb a keleti tartományokról ír, majd nyugat felé haladva egészen a Magrebig jut. A könyvben saját, utazásai és államigazgatásban töltött évei során szerzett tapasztalatait, illetve helyi lakosoktól származó, megbízható értesüléseket használt fel. A könyv a 9. század második felének fontos topográfiai, illetve igazgatás- és gazdaságtörténeti forrása. 1896-ban adták ki.
Röviden „Történelem” (Taríh) címen ismert világtörténeti összefoglalója, amely a legkorábbi ilyen jellegű munkák egyike. Két részből áll: az elsőben a leírja teremtést és a különféle népek – zsidók, asszírok, görögök, rómaiak, kínaiak, indiaiak, perzsák és mások – történetét, a másodikban pedig az arabok és az iszlám történetét közli. Mohamed próféta terjedelmes életrajzát követően kalifánként haladva tárgyalja a történelmet egészen al-Mutamid (870-892) uralkodásáig bezárólag. Előszeretettel idéz beszédeket, illetve közöl listákat (pl. az egyes uralkodókhoz kötődő vallástudósokról). Forrásait nem jelöli meg, de az első kötetnél szemmel láthatóan támaszkodott a Bibliára és az apokrif iratokra, később pedig az Alidák és az Abbászidák közé tartozó személyektől is szerzett értesüléseket. 1883-ban adták ki.
Egy kisebb történeti jellegű munkája is ismert, amely „Az emberek hasonlóságai a korukhoz” (Musákalát an-nász li-zamánihim) címet viseli. Ebben azt vizsgálja, hogy az egyes kalifák alattvalói mily módokon utánozzák uralkodójuk viselkedését. Az uralkodónként haladó könyvben az utolsó említett uralkodó al-Mutadid (892–902). 1972-ben adták ki.